# Lady Armani
Lady Armani alias Joie Summers (født 18. februar 1980 i Nassau, Bahamas), er en pornoskuespiller. Hun har medvirket i 40 pornofilm siden 2004. I 2009 meddelte hun, at hun stopper i pornoindustrien.